# هينلي (دائرة انتخابية في المملكة المتحدة)
هينلي  (بالإنجليزية: Henley)‏ هي إحدى الدوائر الانتخابية في المملكة المتحدة الممثلة في مجلس العموم في برلمان المملكة المتحدة.
عضو البرلمان الذي يمثلها حالياً هو :Mr Boris Johnson (Con).